# David Platt
David Andrew Platt (Chadderton,Oldham, 10 de junho de 1966) é um ex-futebolista e treinador de futebol inglês. Seu último trabalho foi como técnico do Pune City.

## Carreira

### Rejeição no United e passagens por Crewe e Aston Villa
Torcedor fanático do Manchester United na infância, Platt garantiu que seria jogador dos Red Devils no futuro. Os primeiros passos foram nas categorias de base do time, onde ingressou aos 16 anos.
Aprovado pelos treinadores da base, ele começou a traçar sua estreia no elenco principal. Em 1984, assinou o primeiro contrato profissional, estando à disposição do treinador Ron Atkinson, mas este não gostou do que viu, afirmou que Platt era fraco e tinha poucos recursos. Pediu, ainda, a dispensa do meia-atacante.
Em fevereiro de 1985, assinou sem custos com o Crewe Alexandra, chegando no clube no dia seguinte. Nos "Railwaymen", o meia-atacante selou a "vingança" contra Atkinson: marcando gols e fazendo assistências.
O Crewe ficou pequeno demais para Platt, já valorizado e cotado para atuar na Seleção Inglesa. O Aston Villa, então na Segunda Divisão, desbancou o Liverpool na disputa pelo jogador, pagou 200 mil libras para tirar Platt do Crewe e, na primeira temporada, o meia-atacante ajudou os Villains a subirem para a Primeira Divisão.

### A passagem no futebol italiano
Em 1991, quando ainda jogava no Aston Villa, Platt foi perguntado se queria voltar para o Manchester United. Ele negou, dizendo que deixaria o Villa apenas para jogar em um clube fora da Inglaterra. No verão do mesmo ano, foi contratado pelo Bari, que desembolsou 5,5 milhões de libras para contar com ele. Apesar do rebaixamento do clube barês, Platt jogou o suficiente para despertar o interesse da tradicional Juventus, que levou o meia para Turim em 1992. Antes, o jogador havia recebido 2 ligações de Roberto Mancini, que tentou convencer Platt a jogar na Sampdoria. A passagem de Platt na Vecchia Signora não rendeu o esperado: na temporada 1992-93, o meia-atacante disputou 28 partidas e marcou 4 gols.
Em julho de 1993, a Sampdoria pagou 5,2 milhões de libras para contratar Platt. O então técnico blucerchiato, o sueco Sven-Göran Eriksson, alegou que estava montando um time forte para a temporada. Platt teve uma temporada bem-sucedida em 1993-94, conquistando a Copa da Itália.

## Volta à Inglaterra
Apesar do sucesso na Itália, Platt não encontrava-se totalmente satisfeito. Queria brilhar em uma equipe grande em seu país natal. Solicitou a seus empresários que procurassem Arsenal e Liverpool, descartando o Manchester United, clube que ele torcia na infância e que o dispensou das categorias de base, da disputa. Os Gunners superaram os Reds na disputa pela contratação do jogador e anunciaram sua contratação em 1995.
Finalmente, o sucesso em terras inglesas estava realizado: Platt ganharia a FA Cup e a Premier League. O destaque seria o reencontro do meia com o United, que o havia rejeitado na década de 80. Ele marcaria o gol da vitória, selando definitivamente a "vingança" contra os Red Devils.

## Jogador-treinador e final de carreira
No auge, Platt deixou o Arsenal em 1998. Ele recebeu proposta do Middlesbrough, que foi aceita pelos Gunners, mas ele não chegou a assinar o contrato. Pouco depois, ele solicitou um projeto à Sampdoria, onde seria técnico e jogador mesmo tempo. Os italianos aceitaram a proposta, mas a segunda passagem pelo clube genovês não foi bem-sucedida quanto a primeira: não entrou em campo nenhuma vez, e ainda viu a Samp cair para a Série B.
De volta à Inglaterra, assinou com o Nottingham Forest, e novamente acumularia dupla função. A aventura durou 3 anos (1999-2001), com apenas 5 partidas disputadas, marcando 1 gol, contra o Crystal Palace. Desapontado com a má repercussão de seu trabalho no Forest, decidiu encerrar a carreira de jogador em 2001, aos 35 anos.

## Seleção Inglesa
Com a Seleção Inglesa, Platt estreou em 1989, contra a Itália, e foi incluído por Bobby Robson na lista de convocados para a Copa de 1990, a única Copa do meia-atacante na carreira, sediada justamente em território italiano. Na competição, destacou-se ao marcar três gols, sendo um deles, marcado contra a Bélgica, uma "pintura": Platt mandaria um voleio certeiro no gol de Michel Preud'Homme, nos últimos minutos da prorrogação.
Participou ainda da Eurocopa de 1992, mas não teve êxito, caindo juntamente com seus companheiros na fase de grupos. Falhou também na tentativa de classificar o English Team para a Copa de 1994.
A última competição de Platt com a camisa inglesa foi a Eurocopa de 1996, aos 30 anos de idade. Não conseguiu marcar nenhum gol e viu as chances de conquistar um título importante pelo English Team ruírem com a eliminação frente à futura campeã Alemanha nos pênaltis (embora tivesse convertido sua cobrança, assim como na Copa de 1990). Esta foi a última partida de Platt pela Seleção, onde atuou em 62 jogos e marcou 27 gols. Em apenas 7 partidas (foi titular em 55), Platt iniciou o jogo no banco de reservas.

## Carreiras de treinador e colunista
Além de ter trabalhado como jogador e treinador por Sampdoria e Nottingham Forest, Platt comandou a Seleção Sub-21 da Inglaterra, exercendo o cargo por 3 anos.
Depois de seis anos longe do futebol (foi colunista da revista FourFourTwo), Platt voltaria às manchetes ao ser contratado pelo Manchester City, sendo inicialmente auxiliar-técnico de Roberto Mancini, seu companheiro na época de Sampdoria. Em maio de 2015, foi contratado pelo Pune City.
Em maio de 2015, Platt foi confirmado como novo treinador do Pune City. Sua passagem pela equipe indiana durou até dezembro, com 8 jogos (4 vitórias, 3 empates e apenas 1 derrota).

## Títulos
Juventus:
Taça UEFA: 1992–93
Sampdoria:
Copa da Itália: 1993–94
Arsenal:
Premier League: 1997–98
Copa da Inglaterra: 1997–98
Individual
- Jogador do Ano dos Jogadores da PFA : 1989–90 [50]
- Equipe da PFA do Ano : 1989–90 Primeira Divisão